# Eudaemonia trogophylla
Eudaemonia trogophylla är en fjärilsart som beskrevs av George Francis Hampson 1919. Eudaemonia trogophylla ingår i släktet Eudaemonia och familjen påfågelsspinnare. Inga underarter finns listade i Catalogue of Life.